# Jan Paulsen (ministro religioso)
Jan Paulsen (Narvik, 5 de enero de 1935) es un líder de la Iglesia Adventista del Séptimo Día. Ha trabajado en África, Europa y América. Fue presidente de la Asociación General de los Adventistas del Séptimo Día desde marzo de 1999 hasta junio de 2010.

## Biografía
Paulsen nació el 5 de enero de 1935 en Narvik, Noruega, de padres adventistas. Bautizado a la edad de 14 años, asistió a la escuela secundaria Vejlefjord en Dinamarca y se graduó en 1954. El 1 de julio de 1955 se casó con Kari Trykkerud, con quien ha tenido tres hijos: Laila (1961), Jan-Rune (1963) y Rein Andre (1970).
Estudió teología en Dinamarca antes de obtener una licenciatura en Teología de Universidad Andrews  Luego obtuvo su maestría en la Universidad de Potomac. Paulsen también tiene una Licenciatura en Divinidad del Seminario Teológico Adventista de la Universidad Andrews. Es el primer presidente mundial de la Iglesia Adventista en tener un doctorado, que obtuvo en la Universidad de Tubinga .
Paulsen es el tercer presidente no estadounidense de la Iglesia Mundial.
En febrero de 2008, Paulsen fue el primer presidente de la Iglesia Adventista en ser entrevistado en una importante cadena de televisión internacional, por Mike Schneider en Night Talk,  de Bloomberg Television . 
Ha destacado "tres personas en particular... que me han ayudado en el camino": su madre, el maestro de escuela OK Naerland y el teólogo "mentor" Ted Heppenstall . 
El 11 de noviembre de 2011, Paulsen fue nombrado Comandante de la Real Orden del Mérito de Noruega .  El premio se entregó en Tyrifjord Videregående Skole el 2 de junio de 2012.

## Publicaciones
- Cuando el Espíritu desciende (Review & Herald, 2001) -ISBN 0-8280-1448-5
- Deja que tu vida brille (Pacific Press, 2003) -ISBN 0-8163-1948-0
- ¿A dónde vamos? (Pacific Press, 2011) -ISBN 0-8163-2509-X